# Cathédrale de Truro
La cathédrale de Truro, dédiée à la Bienheureuse Vierge Marie est une cathédrale anglicane située dans la ville de Truro, en Angleterre. Elle a été construite dans le style néo-gothique et est l'une des trois cathédrales du Royaume-Uni avec trois flèches.

## Histoire
Le diocèse de Truro fut créé en 1876, le premier évêque, nommé en 1877, était Edward White Benson. La cathédrale fut la première en Angleterre à être construite sur un nouveau site depuis celle de Salisbury en 1220.
La construction a commencé en 1880 sur le site d'une église paroissiale du XVIe siècle et s'est achevée en 1910 avec les tours occidentales. Les plans sont l'œuvre de John Loughborough Pearson, un architecte de style néogothique. Entre 1880 et 1887, une cathédrale temporaire, en bois, est construite à proximité. La tour centrale, terminée en 1905, mesure 76 mètres de haut, alors que les tours occidentales atteignent 61 m.
Étant donné que l'édifice est dédié à la Vierge Marie, il ne comporte pas de « chapelle des femmes (en) ». Jusque 1967, le bâtiment n'abritait pas de salle capitulaire.
Des travaux de restauration sont entrepris depuis 2002.

## Anecdote

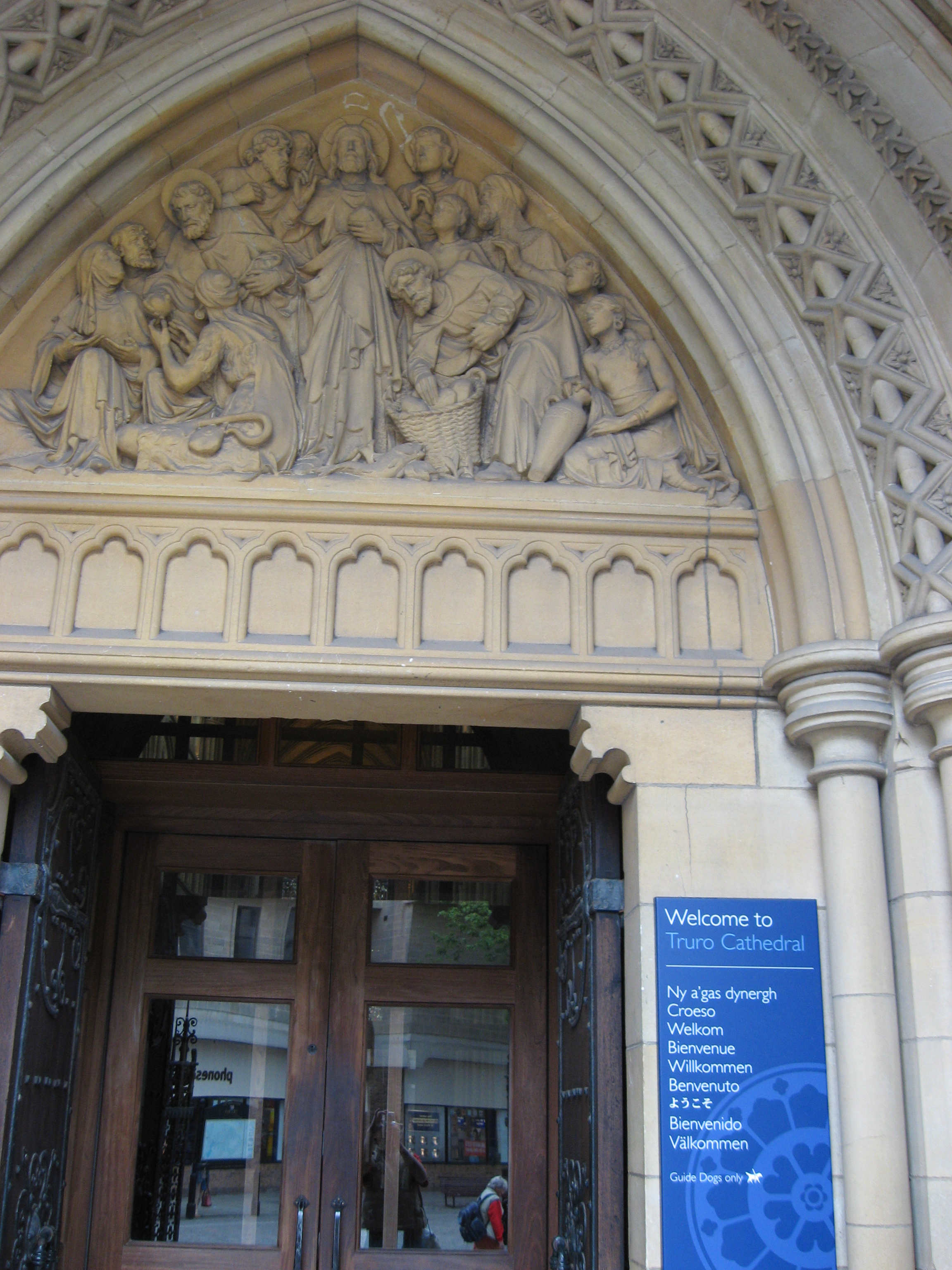
Le portail sud avec l'accueil aux visiteurs en plusieurs langues

La cathédrale de Truro est évoquée par Julien Gracq dans son recueil Liberté grande.

## Source
- (en) Cet article est partiellement ou en totalité issu de l’article de Wikipédia en anglais intitulé « Truro Cathedral » (voir la liste des auteurs).